# دامیانو داوید
(دامیانو دیوید)(به انگلیسی: Damiano David)،(زاده ۸ ژانویه ١٩٩٩) یک خواننده و ترانه‌سرای ایتالیایی است که بیشتر به عنوان رهبر گروه راک ایتالیایی مانسکین شناخته می‌شود که برنده جشنواره موسیقی سانرمو ۲۰۲۱ و متعاقباً مسابقه آواز یوروویژن ۲۰۲۱ برای ایتالیا شد.

## سبک موسیقی
بخشی از موفقیت گروه به عملکرد آواز دیوید، نگاه صحنه و شخصیت متصل شده‌است. در سال ۲۰۱۷ داور مسابقه ایکس فکتور، فدز، اظهار داشت که دیوید یک خواننده اصلی گروه راک است. در سال ۲۰۲۱ مانوئل آنیلی با کلماتی مشابه او را به خاطر داشتن «کاریزمای طبیعی از پیشکسوتان بزرگ» تحسین کرد. سبک آوازی او در سال ۲۰۱۷ به‌عنوان «تیمبر آوازی رگی که به او اجازه می‌دهد با رپرتوار راک به طرز ماهرانه‌ای برخورد کند، با توجه به اینکه تأثیرات موسیقی گروه از راک مستقل تا سول تا پاپ است» توصیف شد.
ظاهر آندروژن و استایل مد او روی صحنه به صورت ترکیبی از هیپی، وینتج و راک گلم از دهه ۱۹۷۰ دیده می‌شود که به همین دلیل او را نماد مد ایتالیایی می‌دانند.

## زندگی شخصی
دیوید با مدل ایتالیایی و اینفلوئنسر جورجیا سولری رابطه داشته‌است. همچنین او از اوایل ۲۰۲۴ با داو کامرون در فرش قرمزها و دیگر مراسم‌ها بوده و در روز تولد داو کامرون او در اینستاگرام گفت داو دوست دخترش است.
داوید به زبان انگلیسی مسلط است و می‌تواند تا حدودی اسپانیایی و فرانسوی صحبت کند. او مدافع حقوق نژادی و دگرباشان جنسی است. او همچنین از طرفداران پرشور باشگاه فوتبال آ. اس رم است.
داوید به نماد بال‌ها و اسطوره ایکاروس علاقه دارد، خالکوبی بال‌ها و نقل قولی که به ایکاروس روی لگن و Ykaaar به عنوان نام کاربری او در پلتفرم رسانه اجتماعی اینستاگرام اشاره می‌کند.